# Магнетосома
Ланцюжки магнетосом — мембранні органели, знайдені у деяких магнетотактичних бактерій. Вони містять від 15 до 20 кристалів магнетиту, які разом діють подібно до голки компаса, орієнтуючи магнетотактичних бактерій у магнітному полі Землі, таким чином спрощуючи пошук сприятливих для них мікроаерофільних оточень. Кожен кристал магнетиту в межах магнетосоми оточений подвійним шаром ліпідів і прикріплений за допомогою специфічих розчинних і трансмембранних білків до цитоплазматичної мембрани. Недавні дослідження показали, що магнетосоми можуть бути відгалуженнями внутрішньої мембрани, а не автономними везикулами. Магнетосоми з кристалами магнетиту також були знайдені у деяких еукаріотах (магнетотактичні водорості, де кожна клітина містить кілька тисяч кристалів).